# جير رووي
جير رووي (بالإنجليزية: Ger Rowe)‏ (3 أغسطس 1984 في جمهورية أيرلندا - ) هو لاعب كرة قدم أيرلندي في مركز الهجوم. شارك مع منتخب جمهورية أيرلندا تحت 23 سنة لكرة القدم ‏. أما مع النوادي، فقد لعب مع باتريك أتلتيك ونادي دوندالك ونادي شامروك روفرز ونادي شيلبورن ونادي كروسيدرز وCrumlin United F.C. (Northern Ireland) ‏ وNewry City F.C. ‏ ونادي بيليمينا يونايتد وBray Wanderers F.C. ‏.

## وصلات خارجية
- جير رووي على موقع قاعدة بيانات كرة القدم.إي يو (الإنجليزية)